# Theo Hill
Theo Hill (* 22. Mai 1982 in Albany, New York) ist ein US-amerikanischer Jazzmusiker (Piano, Komposition) des Modern Jazz und Postbop.

## Leben und Wirken
Theo Hill bekam mit fünf Jahren klassischen Klavierunterricht nach der Taubman-Methode; mit zwölf begann er sich mit Jazz zu beschäftigen und nahm Unterricht bei Lee Shaw, später bei Barry Harris an der Manhattan School of Music. Mit 16 Jahren trat er regelmäßig in Jazzclubs in der Tri-City Area auf, darunter im Smalls. Hill studierte dann am Jazz-Konservatorium der SUNY Purchase (Abschluss 2004), wo er Unterricht bei Charles Blenzig und Hal Galper hatte. Nach seinem Umzug nach New York City trat er in Clubs wie dem Blue Note, 55 Bar, Jazz Gallery, Jazz Standard, Dizzy’s Club Coca-Cola, Zinc Bar, Lenox Lounge, Minton’s Playhouse, St. Nick’s, Smoke, Cornelia Street Cafe oder dem Fat Cat auf. U. a. spielte er im Laufe seiner Karriere mit Jeff Tain Watts, Frank Lacy, Bill Saxton, Curtis Lundy, Gregory Porter, Victor Bailey, Roy Ayers, Lenny White, Bobby Watson, Charles Tolliver, Carmen Lundy, Wallace Roney und Jeremy Pelt.
Erste Aufnahmen Hills entstanden 2007 mit Ofer Assaf (Tangible Reality). Unter eigenem Namen arbeitet er außerdem mit einem Trio, mit dem er Eigenkompositionen spielt. An seinem Debütalbum Theo Hill Quartet Live at Smalls (SmallsLive) wirkten Dayna Stephens, Myron Walden, Joe Sanders und Rodney Green mit. 2017 legte Hill das Album Promethean (Posi-Tone Records) vor (mit Yasushi Nakamura und Mark Whitfield Jr.), 2018 die Produktion Interstellar Adventures (Posi-Tones), mit Rashaan Carter und Rudy Royston, die ihm eine positive Besprechung im Down Beat verschaffte. Gegenwärtig (2018) absolviert er ein Masterstudium an der Rutgers University. Im Bereich des Jazz war er zwischen 2007 und 2017 an 13 Aufnahmesessions beteiligt, u. a. mit T. K. Blue, Josh Evans und David Gibson. 2019 leitet er ein Quartett, dem Rashaan Carter (Bass), Mark Whitfield Jr. (Drums) und Joel Ross (Vibraphon) angehören. 2020 legte er mit dieser Band das Album Reality Check vor. Zu hören ist er auch auf The Charles Mingus Centennial Sessions der Mingus Big Band (2022).